# Pseudagrion greeni
Pseudagrion greeni – gatunek ważki z rodziny łątkowatych (Coenagrionidae).